# Anthem (album Black Uhuru)
Anthem – ósmy album studyjny Black Uhuru, jamajskiej grupy muzycznej wykonującej roots reggae.
Płyta została wydana w roku 1984 przez Mango Records, oddział brytyjskiej wytwórni Island Records; na Jamajce ukazała się natomiast nakładem labelu Taxi Records należącego do grających z zespołem Lowella „Sly” Dunbara i Robbiego Shakespeare’a. Nagrania zostały zarejestrowane w studiu Channel One w Kingston. Ich produkcją zajęli się Steven Stanley i Paul Smykle. Album doczekał się dwóch reedycji na CD, wydanych przez Island w roku 1989 w USA oraz w roku 1992 w Europie. Natomiast w roku 2004 nakładem wytwórni Hip-O Records ukazała się czteropłytowa edycja deluxe albumu, zawierająca oprócz oryginalnych utworów ich dubowe wersje oraz remixy brytyjskie i amerykańskie.
W roku 1985 krążek został uhonorowany pierwszą w historii nagrodą Grammy w kategorii najlepszy album reggae.

## Lista utworów

### Strona A
1. „What Is Life?”
2. „Solidarity”
3. „Black Uhuru Anthem”
4. „Try It”

### Strona B
1. „Botanical Roots”
2. „Party Next Door”
3. „Bull In The Pen”
4. „Elements”

### Dodatkowy utwór w reedycji na CD
1. „Somebody’s Watching You”

## Muzycy

### Black Uhuru
- Michael Rose – wokal
- Duckie Simpson – chórki
- Puma Jones – chórki

### Instrumentaliści
- Willie Lindo – gitara
- Darryl Thompson – gitara
- Radcliffe „Dougie” Bryan – gitara
- Mikey „Mao” Chung – gitara rytmiczna
- Robbie Shakespeare – gitara basowa
- Sly Dunbar – perkusja
- Christopher „Sky Juice” Blake – perkusja
- Franklyn „Bubbler” Waul – keyboard
- Wally Badarou – keyboard
- Bernie Worrell – klawinet
- David Madden – trąbka
- Junior „Chico” Chin – trąbka
- Ronald „Nambo” Robinson – puzon
- Dean Fraser – saksofon